# Шварц, Леонид Эмильевич

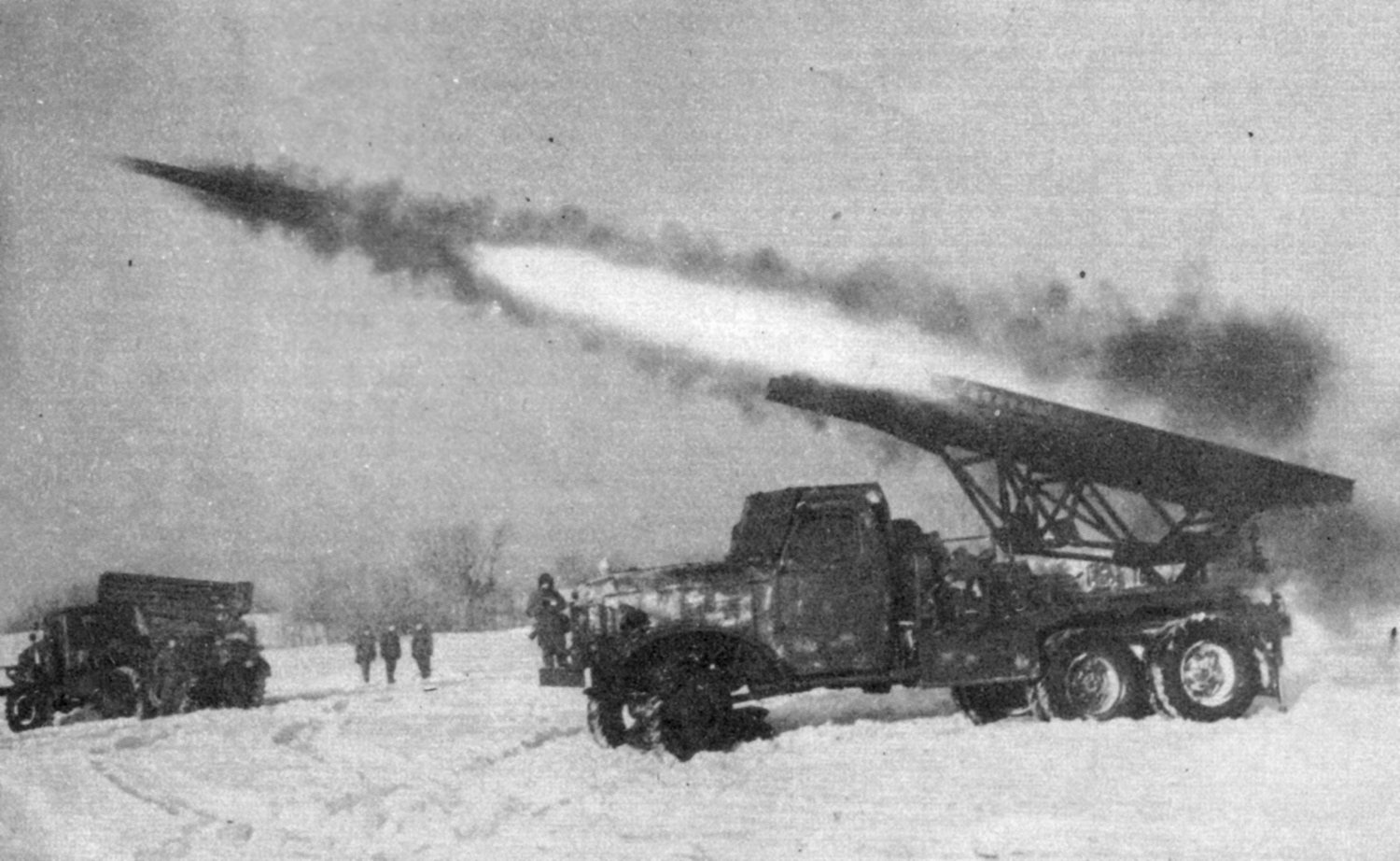
Боевое применение гвардейского реактивного миномёта «Катюша»

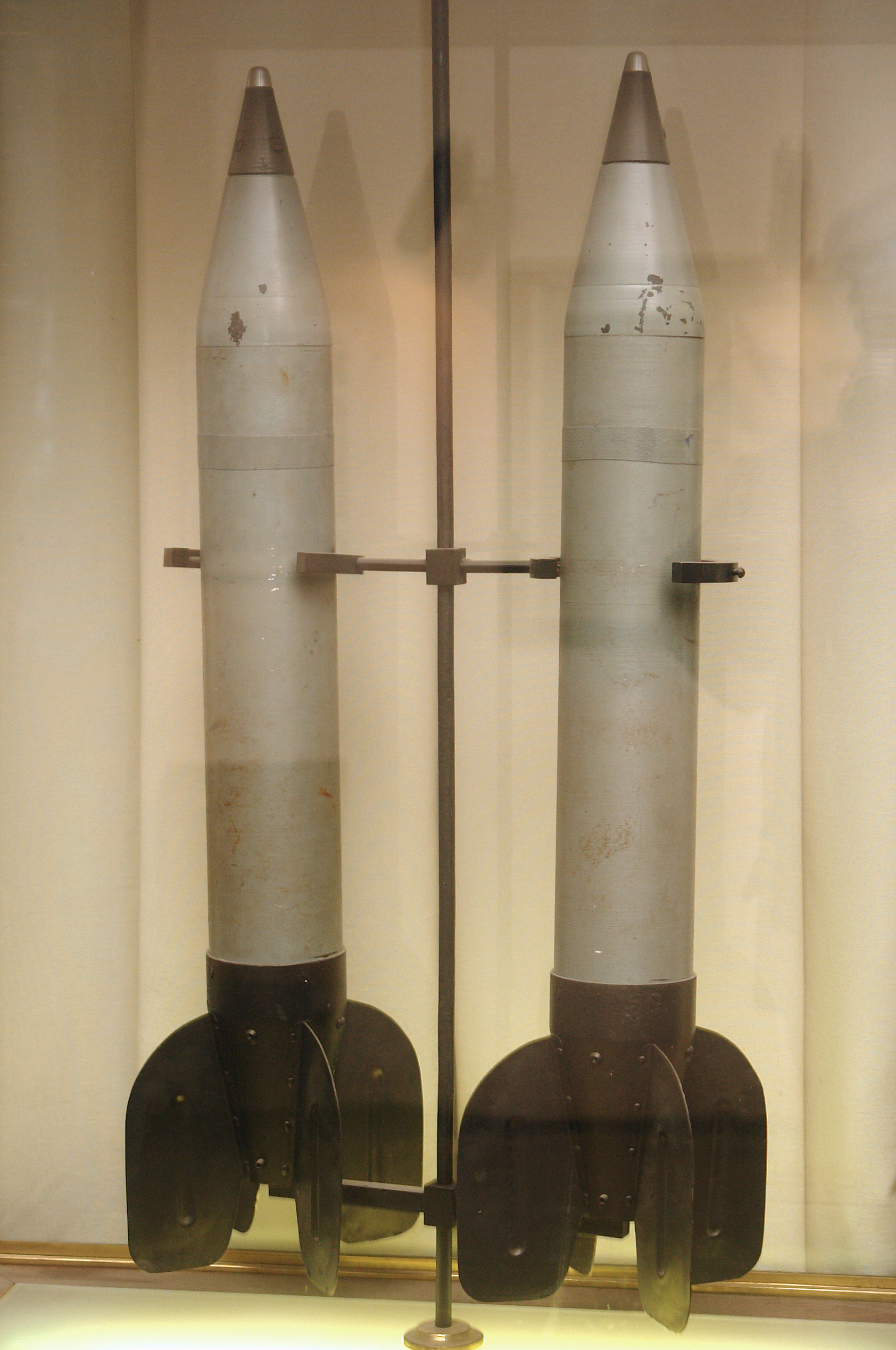
Ракетные снаряды М-8. Музей космонавтики и ракетной техники; Санкт-Петербург

Леонид Эмильевич Шварц (1905—1945) — инженер-конструктор РНИИ (НИИ-3 НКОП), инженер-полковник инженерно-артиллерийской службы.

## Биография
После окончания Артиллерийской академии имени Ф. Э. Дзержинского работал в РНИИ с 1933 года. Инженер-полковник инженерно-артиллерийской службы. Руководил группой по разработке зарядов для реактивных снарядов РС-82, РС-132, усиления их мощности и увеличения дальности полёта. 
В феврале 1945 года был включен в состав комиссии по изучению ракетной техники Германии на экспериментальной станции Дебице в Польше под руководством начальника НИИ-1 НКАП генерал-майора Петра Ивановича Фёдорова. Погиб вместе со всей комиссией и экипажем самолёта «Дуглас» в авиационной катастрофе в районе аэродрома Жуляны под Киевом 7 февраля 1945 года.
Похоронен в Москве в колумбарии Новодевичьего кладбища.

## Награды и премии
- орден Ленина
- орден Красной Звезды
- медали
- Сталинская премия II степени (14 марта 1941) — за изобретение по вооружению самолётов

## Память
Именем Шварца Л. Э. назван кратер на обратной стороне Луны.